# Världsmästerskapen i orientering
Världsmästerskapen i orientering är världsmästerskapstävlingar i orientering. Tävlingarna anordnas av orienteringens världsförbund IOF. Premiärupplagan var världsmästerskapen 1966 i Fiskars i Finland. Tidigare hölls tävlingarna vartannat år. Detta ändrades 2003 till att omfatta varje år.
Från 2019 delas världsmästerskapen i ett skogs-VM och ett sprint-VM. Skogs-VM hålls vartannat år med början 2019 och sprint-VM vartannat år med början 2020.

## Historik
VM har arrangerats sedan 1966, fram till 2003 vartannat år och därefter varje år. Nytt för tävlingarna från och med 2014 var att det numera även anordnas sprintstafett mixed över fyra sträckor med ordningen kvinna–man–man–kvinna.
Samtliga distanser är:
- Stafett – män resp. kvinnor (tre sträckor respektive)
- Långdistans – män resp. kvinnor
- Medeldistans – män resp. kvinnor
- Sprint – män resp. kvinnor
- Sprintstafett, mixed – fyra deltagare; kvinna–man–man–kvinna

### VM delas
På Internationella orienteringsförbundets extra generalförsamling 2015 beslutades att VM efter 2018 kommer att delas i ett urbant sprint-VM samt ett klassiskt skogs-VM. Första skogs-VM hölls 2019 i Norge, och första sprint-VM hölls 2020 i Danmark. Båda VM-arrangemangen kommer sträcka sig över fem dagar.
Sprint-VM kommer att arrangeras endast i stads- och parkmiljö och med tävlingar i den individuella sprinten samt sprintstafetten. Sprint-VM kommer dessutom att innehålla ett nytt lopp (Eliminator eller Knock-Out Sprint). Två varianter har testats, och den första tillämpningen av det nya formaten kommer att äga rum vid avslutningen av 2018 års World Cup i Tjeckien hösten 2018. Resultaten av testerna och ett förslag till beslut förväntas i november 2018.
Skogs-VM kommer att anordnas i skogsmiljö, med de individuella medel- och långdistansloppen samt stafetten. 
Anledningen till att dela upp VM är, enligt Internationella orienteringsförbundet, för att underlätta för framtida arrangörer. Genom att minska antalet lopp per arrangemang kan man även hitta nya arrangörer. Inte alla tänkbara arrangörer har tillgång till både de stads- och skogsmiljöer som behövs för att genomföra samtliga lopp under hittillsvarande VM-tävlingar.

## Årtal och plats
| År   | Plats |
| ---- | --- |
| 1966 | Fiskars, Finland |
| 1968 | Linköping, Sverige |
| 1970 | Friedrichroda, Östtyskland                                                                                                  |
| 1972 | Staré Splavy (Doksy), Tjeckoslovakien                                                                                       |
| 1974 | Silkeborg, Danmark |
| 1976 | Aviemore, Storbritannien |
| 1978 | Kongsberg, Norge |
| 1979 | Tammerfors, Finland |
| 1981 | Thun, Schweiz |
| 1983 | Zalaegerszeg, Ungern |
| 1985 | Bendigo, Australien |
| 1987 | Gérardmer, Frankrike |
| 1989 | Skövde, Sverige |
| 1991 | Mariánské Lázně, Tjeckoslovakien                                                                                            |
| 1993 | West Point, New York, USA                                                                                                   |
| 1995 | Detmold, Tyskland |
| 1997 | Grimstad, Norge |
| 1999 | Inverness, Storbritannien                                                                                                   |
| 2001 | Tammerfors, Finland |
| 2003 | Rapperswil/Jona, Schweiz |
| 2004 | Västerås, Sverige |
| 2005 | Aichi, Japan |
| 2006 | Aarhus, Danmark |
| 2007 | Kiev, Ukraina |
| 2008 | Olomouc, Tjeckien |
| 2009 | Miskolc, Ungern |
| 2010 | Trondheim, Norge |
| 2011 | Savoie, Frankrike |
| 2012 | Lausanne, Schweiz |
| 2013 | Vuokatti, Finland |
| 2014 | Asiago-Lavarone, Italien |
| 2015 | Inverness, Storbritannien                                                                                                   |
| 2016 | Strömstad, Sverige |
| 2017 | Tartu, Estland |
| 2018 | Riga/Sigulda, Lettland |
| 2019 | Østfold, Norge (skogs-VM)                                                                                                   |
| 2020 | Kolding, Danmark (sprint-VM) Inställt                                                                                       |
| 2021 | Doksy, Tjeckien (planerat skogs-VM, med anledning av de inställda tävlingarna 2020 genomförs även sprint och sprintstafett) |
| 2022 | Kolding, Danmark (sprint-VM)                                                                                                |
| 2023 | Graubünden, Schweiz (skogs-VM)                                                                                              |
| 2024 | Edinburgh, Storbritannien (sprint-VM)                                                                                       |
| 2025 | Kuopio, Finland (skogs-VM)                                                                                                  |
| 2026 | Genova, Italien (sprint-VM)                                                                                                 |
| 2027 | Veszprém, Ungern (skogs-VM)                                                                                                 |
| 2028 | Girona, Spanien (sprint-VM)                                                                                                 |
| 2029 | Örnsköldsvik, Sverige (skogs-VM)                                                                                            |

## Medaljstatistik
| Nr | Nation          | Guld | Silver | Brons | Totalt |
| -- | --------------- | ---- | ------ | ----- | ------ |
| 1  | Sverige         | 59   | 56     | 56    | 171    |
| 2  | Norge           | 50   | 47     | 43    | 140    |
| 3  | Schweiz         | 45   | 35     | 39    | 119    |
| 4  | Finland         | 24   | 43     | 32    | 99     |
| 5  | Frankrike       | 14   | 7      | 11    | 32     |
| 6  | Danmark         | 12   | 10     | 6     | 28     |
| 7  | Ryssland        | 11   | 12     | 15    | 38     |
| 8  | Tjeckien        | 3    | 4      | 5     | 12     |
| 9  | Storbritannien  | 3    | 4      | 4     | 11     |
| 10 | Ungern          | 3    | 1      | 2     | 6      |
| 11 | Tjeckoslovakien | 2    | 5      | 8     | 15     |
| 12 | Ukraina         | 1    | 3      | 4     | 8      |
| 13 | Österrike       | 1    | 1      | 0     | 2      |
| 14 | Lettland        | 1    | 0      | 2     | 3      |
| 15 | Australien      | 1    | 0      | 0     | 1      |
| 16 | Nya Zeeland     | 0    | 1      | 0     | 1      |
| 17 | Sovjetunionen   | 0    | 0      | 2     | 2      |
| 18 | Belarus         | 0    | 0      | 1     | 1      |
| 18 | Italien         | 0    | 0      | 1     | 1      |
| 18 | Tyskland        | 0    | 0      | 1     | 1      |